# Вальбом, Карл
Иоганн Вильгельм Карл Вальбом (швед. Johann Wilhelm Carl Wahlbom; 16 октября 1810[…], Кальмар — 21 апреля 1858, Лондон) — шведский художник, график, скульптор и иллюстратор литературы.

## Жизнь и творчество
Художественное образование получил в стокгольмской Художественной академии. В 1838 году продолжил учёбу в Париже, а в 1843—1848 годы в Риме. Затем в течение многих лет преподаёт живопись в Художественной академии в Стокгольме. В связи с болезнью в 1853 году живописец переезжает в Италию и до 1856 года живёт и работает в Риме. Во время пребывания в Сабинских горах, в отеле у него произошёл инсульт, в результате чего художник оказался частично парализован. Лечился в Риме, в Лионе во Франции и в Лондоне, где и скончался. Похоронен в Уокинге, в Англии.
К творческому наследию Карла Вальбома относятся многочисленные автопортреты, полотна на исторические темы и с изображениями животных, а также акварели, посвящённые будничным сценкам, связанным с жизнью художника в Париже. Одной из его известнейших картин является полотно, изображающее гибель шведского короля Густава II Адольфа во время польско-шведской войны в битве при Лютцене, ныне хранящаяся в Национальном музее Стокгольма. Другой портрет Густава II Адольфа работы К. Вальбома находится в королевском дворце в Стокгольме. Планировалось выпустить также почтовую марку с изображением этой картины, однако осуществить это не удалось в связи с тем, что шведская почта не выпускает марки с изображением военных действий.
Иллюстрировал произведения шведского физиолога, врача, преподавателя и поэта Пера Хенрика Линга (в 1833—1835 годах) и литографиями энциклопедическое издание (Музей естествознания, искусств и истории (Museum for naturvetenskap, konst och historia) в 1835-1837 годах. Среди скульптурных работ К. Вальбома следует упомянуть статую фавна, играющего с мальчиком.

## Галерея

Смерть короля Густава II Адольфа в битве при Лютцене (1855)
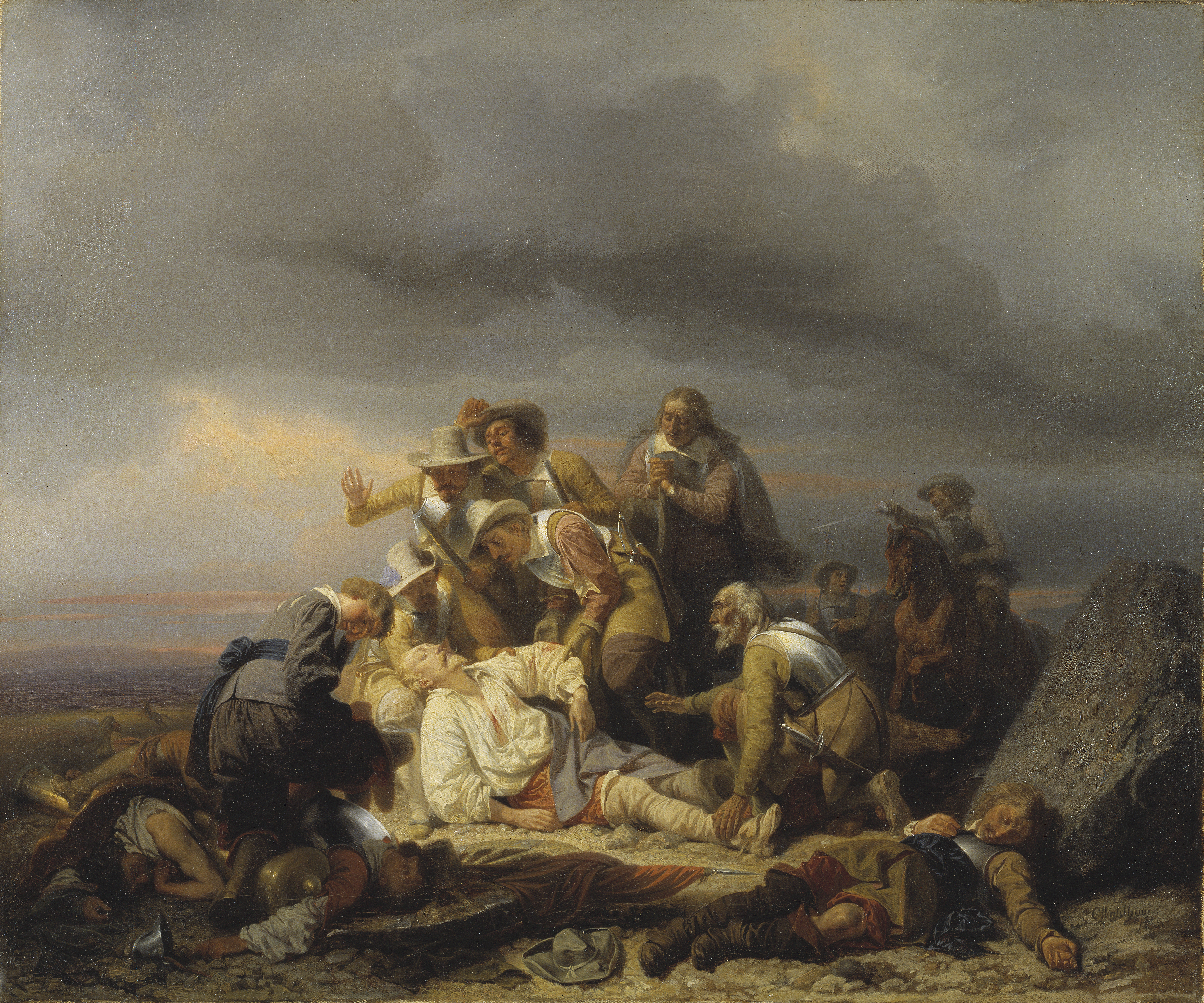
Обнаружение тела короля Густава II Адольфа на поле битвы при Лютцене
Табун лошадей в Кампании
Лошади в конюшне
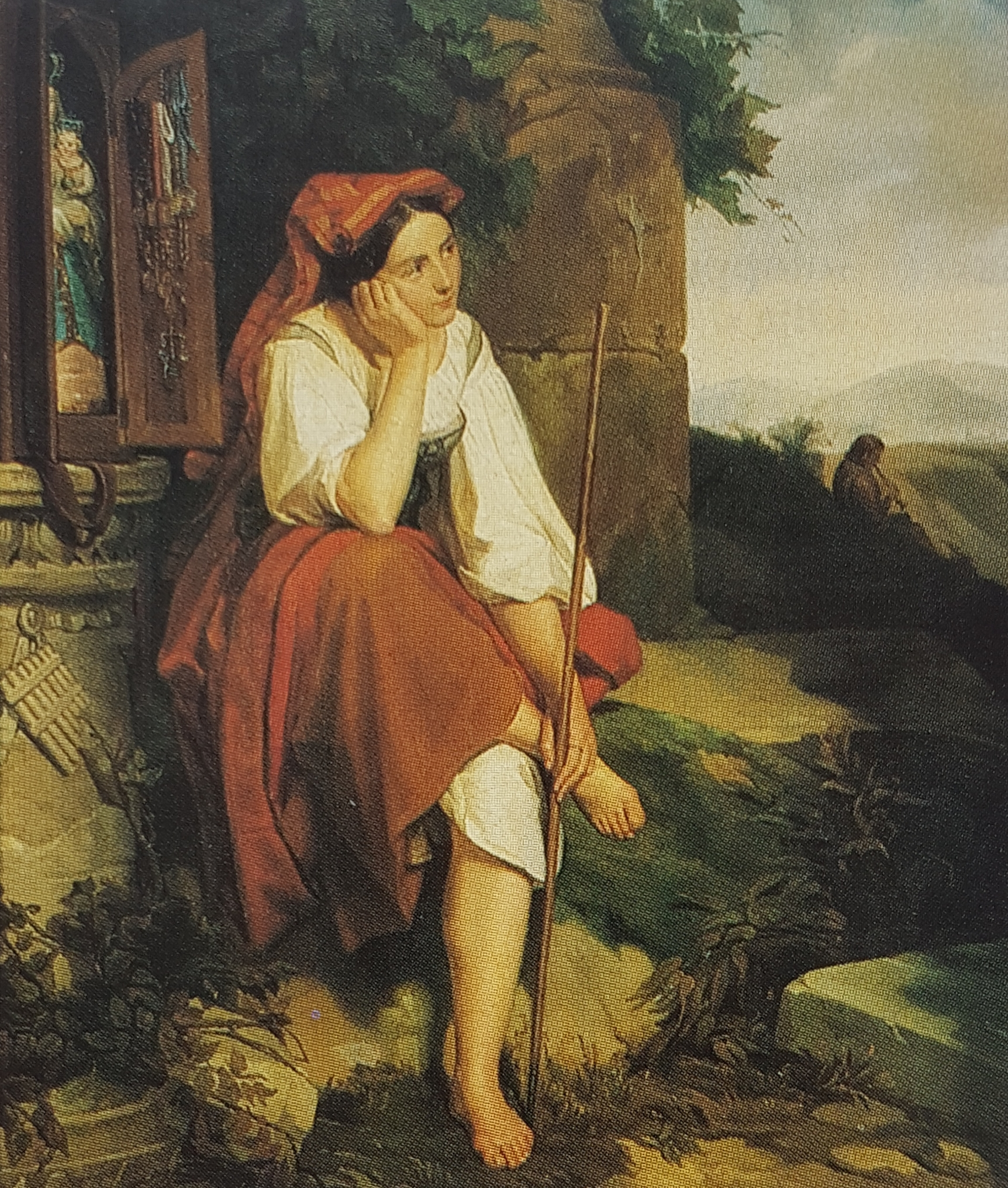
Юная итальянка.